# 四书五经
四书五經是四书和五經的合称，是中国儒家的经典书籍。四書又稱為四子書，是指《論語》《孟子》《大學》《中庸》。五經是《詩經》《尚書》《禮記》《周易》和《春秋》。
在戰國時原有「六經」的說法，為《詩》《書》《禮》《樂》《易》和《春秋》，排列顺序为《庄子》的《天下》、《天运》两篇的文内顺序，被出土郭店楚简所记“六经”名与顺序印证。项羽火烧咸阳宫，除《周易》作为术数之书得以幸免，其余四种皆毁。汉初，汉儒凭记忆与民间幸存之书恢复内容，汉武帝接续文景时已定官学的三种，将其全部定为官学，设立“五经博士”，五经之名正式确定。汉代整理的“五经”，如果按《汉书·艺文志》“六艺略”排列，六种为《易》《书》《诗》《禮》《春秋》以及《论语》《孝经》《小学》（汉代习称“五”，一般不包含《乐》）。六經中的《樂經》很早就亡佚了，《樂經》在汉代是否存在至今有争议，《漢書·藝文志》中無此書的記載。

## “四书五经”的由来

### 五经
战国时已有以《诗》《书》《礼》《乐》《易》《春秋》为“六经”的说法。《庄子·天运》：“孔子对老聃说：‘我研究《诗》《书》《礼》《樂》《易》《春秋》六经，自以为时间很长了。’”当时称为“经”的不仅是儒家著作。《庄子·天下》说墨家弟子都读《墨经》，《荀子》中引有《道经》。经也並非都是孔子所著。后来“经”字神秘化，各宗教经典都称为“经”了。《诗》《书》《礼》《乐》《易》《春秋》六经中的《乐经》很早就亡佚了，《汉书·艺文志》中已无此书的记载。其他五种著作就称为“五经”。唐朝时因唐太宗令颜师古考订《五经定本》，令孔颖达等撰《五经正义》，其孔撰官修的《礼记正义》的颁行，突出了《三礼》中《礼记》的地位（参与《礼记正义》编撰的贾公彦，还主持完成了《仪礼正义》的撰作）。

### 四书
南宋的理學家朱熹取《禮記》中的《中庸》《大學》兩篇文章單獨成書，與紀錄孔子言行的《論语》、孟軻所撰寫的《孟子》合为「四書」，依照其想法，《中庸》出自子思、《大学》源於曾子；因稱它們分別出於早期儒家的四位代表性人物曾参、子思、孔子、孟子，所以稱為《四子書》（也稱《四子》），簡稱為《四書》。南宋光宗紹熙元年（1190年），朱熹統整這四部書，予以集注，在福建漳州刊刻《四書章句集注》。他認爲：「先讀《大學》，以定其規模；次讀《論語》，以定其根本；次讀《孟子》，以觀其發越；次讀《中庸》，以求古人之微妙處。」並曾說：「《四子》，《六經》之階梯。」同时《孟子》也成爲經書的一部分，合称十三經。

### 四书五经的顺序
《庄子》《淮南子》、董仲舒《春秋繁露》《礼记》和《史记》中提到五经时的顺序都是《诗》《书》《礼》《易》《春秋》，到东汉时《汉书》《说文解字》都变成了《易》《书》《诗》《礼》《春秋》。
四书的顺序最初也不确定，最终由朱熹确定为《大學》《中庸》《论语》和《孟子》。

## 四书简介

### 《大學》
《大學》原本是《禮記》中一篇，在南宋前從未單獨刊印。傳為孔子後學作。自唐代韓愈、李翱維護道統而推崇《大學》（與《中庸》），至北宋二程百般褒獎宣揚，甚至稱“《大學》，孔氏之遺書而初學入德之門也”，再到南宋朱熹繼承二程思想，便把《大學》從《禮記》中抽出來，與《論語》《孟子》《中庸》並列，到朱熹撰《四書章句集注》時，便成了《四書》之一。按朱熹和宋代另一位著名學者程頤的看法，《大學》是孔子及其門徒留下來的遺書，是儒學的入門讀物。所以，朱熹把它列為“四書”之首。

### 《中庸》
《中庸》原來也是《禮記》中一篇，一般認為它出於孔子的孫子子思（前483年－前402年）之手，《史記·孔子世家》稱“子思作《中庸》”。單篇流傳可考者，《漢書‧藝文志》載有《中庸說》二篇，《隋書‧經籍志》則載有梁武帝撰《中庸講疏》一卷。自唐代韓愈、李翱維護道統而推崇《中庸》（與《大學》），至北宋二程百般褒獎宣揚，甚至認為《中庸》是“孔門傳收授心法”，再到南宋朱熹繼承二程思想，便把《中庸》從《禮記》中抽出來，與《論語》《孟子》《大學》並列，到朱熹撰《四書章句集注》時，便成了《四書》之一。從《中庸》和《孟子》的基本觀點來看，也大體上相同的。不過，現存的《中庸》，已經經過秦代儒者的修改，大致寫定於秦統一全國後不久。所以每篇方式已不同於《大學》，不是取正義開頭的兩個字為題，而是撮取文章的中心內容為題了。

### 《論語》[6]
《論語》是記載孔子及其學生言行的一部經典。孔子（前551年——前479年），名丘，字仲尼，春秋時魯國陬邑（今山東曲阜）人。儒家學派創始人，中國古代最著名的思想家、政治家、教育家，對中國思想文化的發展有極其深遠的影響。《論語》大約在春秋戰國時期成書，是後來孔子的學生及其再傳學生所記錄整理。《論語》是記載孔子及其學生討論內容的一部書。《論語》涉及哲學、政治、經濟、教育、文藝等諸多方面，內容非常豐富，是儒學最主要的經典。在表達上，《論語》語言精煉而形象生動，是語錄體散文的典範。在編排上，《論語》沒有嚴格的編纂體例，每一條就是一章，集章為篇，篇、章之間並無緊密聯繫，只是大致歸類，並有重復章節出現。到漢代時，有《魯論語》（20篇）、《齊論語》（22篇）、《古文論語》（21篇）三種《論語》版本流傳。東漢末年，鄭玄以《魯論語》為底本，參考《齊論語》和《古文論語》編校成一個新的本子，並加以註釋。鄭玄的注本流傳後，《齊論語》和《古文論語》便逐漸亡佚了。以後各代註釋《論語》的版本主要有：三國時魏國何晏《論語集解》，南北朝梁代皇侃《論語義疏》，宋代邢晏《論語注疏》、朱熹《論語集注》，清代劉寶楠《論語正義》等。

### 《孟子》[7]
《孟子》是記載孟子及其學生言行的一部書。孟子（約前372-前289年），名軻，字子輿，戰國中期鄒國（今山東鄒縣東南人），離孔子的故鄉曲阜不遠。是著名的思想家、政治家、教育家，孔子學說的繼承者。和孔子一樣，孟子也曾帶領學生遊歷魏、齊、宋、魯、滕、薛等國，並一度擔任過齊宣王的客卿。由於他的政治主張也與孔子的一樣不被重用，所以便回到家鄉聚徒講學，與學生萬章等人著書立說，“序《詩》《書》，述仲尼之意，作《孟子》七篇。”（《史記·孟子荀卿列傳》）趙岐在《孟子題辭》中把《孟子》與《論語》相比，認為《孟子》是“擬聖而作”。所以，儘管《漢書·藝文志》僅僅把《孟子》放在諸子略中，視為子書，但實際上在漢代人的心目中已經把它看作輔助“經書”的“傳”書了。漢文帝把《論語》《孝經》《孟子》《爾雅》各置博士，便叫“傳記博士”。到五代後蜀時，後蜀主孟昶命令人楷書十一經刻石，其中包括了《孟子》，這可能是《孟子》列入“經書”的開始。到南宋孝宗時，朱熹編《四書》列入了《孟子》，正式把《孟子》提到了非常高的地位。元、明以後又成為科舉考試的內容，更是讀書人的必讀書了。

## 五经简介
| 五经         | 《诗经》 | 《尚书》 | 《礼记》 | 《周易》 | 《春秋》 |
| ------------ | -------- | -------- | -------- | -------- | -------- |
| 字数（千字） | 40.0     | 26.5     | 99.0     | 24.3     | -        |

### 《詩經》
《诗经》在先秦稱《詩》或《詩三百》，是中國第一本詩歌總集。匯集了春秋中期前的詩歌三百零五篇。《詩經》认为是由孔子所編定。但学者认为是由鲁国乐官所编。《詩》分“風”、“雅”、“頌”三部分，“風”為土風歌謠，“雅”為西周王畿的正聲雅樂，“頌”為上層社會宗廟祭祀的舞曲歌辭。此書廣泛地反映了當時社會生活各方面，被譽為古代社會的人生百科全書，對後世影響深遠。汉时有鲁、齐、韩三家言《诗》，后来又有《毛诗》，只有《毛诗》流传至今。

### 《尚書》
《尚书》古時稱《書》，是记言记事的简册泛称，主要记载帝王言论及活动。到孔子时代，《書》大约只残存百余篇，诸子百家多有引用，孔子作了整理。秦朝时民间所藏的《书》基本上被焚毁，国家所藏的《书》也毁于战火。汉文帝时，秦朝博士伏生讲授保存下来的28篇《尚书》，用当时通行的隶书写成，称为《今文尚书》。《尚书》的称谓中“尚”便指“上古”，記載上起堯舜，下至东周，是现存最早的一部歷史文獻彙編，基本內容是古代帝王的文告和君臣談話內容的記錄。
汉武帝末年。鲁共王拆除孔子的旧宅，从墙壁夹层中得到用秦代以前的大篆（籀文）写成的《尚书》，称为《古文尚书》，除与《今文尚书》相同的28篇外，多出16篇。西晋后，《尚书》全部散佚。东晋时梅赜献《孔传古文尚书》，包括与《今文尚书》相同的28篇(但析为33篇)和另外25篇，遂流传至今。现认为《孔传古文尚书》是伪书。

### 《禮記》
《禮記》亦称《小戴禮記》，共49篇，是先秦到秦漢时期的礼学文献选编。最初为西汉的戴圣所纂，但非出于一时一人之手。戴圣本是今文《仪礼》博士，《仪礼》仅17篇，所记大多为士礼，故汉朝的儒家學者杂采当时能见到的各种文献以为己用。其内容较为驳杂，大致有记述礼节、记述政令、解释《仪礼》、记孔子言论、记述孔门及时人事、礼节考证、通论礼意或学术、记述制度、记述掌故、杂记等十种。东汉时郑玄为之作注，其文字较为通畅易读，流传较广。唐朝时取代《仪礼》的地位。

### 《周易》
《周易》也稱《易》《易經》，本是古代占卜之書，包括《經》和《傳》兩部分。《經》文叙述了六十四卦三百八十四爻。《傳》为解释卦名、卦义、卦辞、爻辞的七种十篇，称为“十翼”“《易传》”“《易大传》”。八卦和六十四卦的出现当在西周以前的远古年代，有学者认为《經》的编订在商末周初，《傳》作于春秋战国，非一人一时之作。古人認為經伏羲、周文王、周公、孔子等歷代聖人編定而成。內容廣泛記錄了西周社會各方面，包含史料價值、思想價值和文學價值。其外層神秘，而內蘊的哲理至深至弘。

### 《春秋》
《春秋》本是记事史书的通称，但流传下来的只有鲁国的《春秋》。其编者一般认为是孔子，鲁哀公十四年（公元前481年）西狩获麟，于是孔子有感于自己的主张不行于天下，于是取鲁国《春秋》进行加工编撰。全书纪事从鲁隐公元年（公元前722年）到鲁哀公十四年（公元前479年），共242年。后人因此称东周前期为春秋时期。其书用鲁国纪元兼记各诸侯国事，是现存最早的编年史。记事的目的是提倡道义和“礼”。而春秋本身的文字極為精簡，所以後世流傳有《公羊傳》《穀梁傳》《左傳》三傳來解釋原文。

## 影響
自西汉以来，经书被确立为国家经典，宋代以来又被定为科举用书，成为读书人之必读。故其地位崇高，影响巨大。十三经不过65万字，而关于它们的注解达到三亿字左右，为原文的四、五百倍。
朱熹著《四書章句集注》，具有劃時代意義。漢唐是《五經》時代，宋後是《四書》時代。南宋后各朝皆以《四書》列為科舉考試範圍，因而造就《四書》獨特的地位。甚至宋朝以後《四書》已凌駕《五經》的地位。
元仁宗延祐二年時確定以朱熹的《四書章句集注》爲科試範疇，從此以後中國的科舉考試便在《四書集注》的範圍內出題。虞集稱將朱學“定為國是”使“學者尊信，無敢疑貳。”（虞集《道園學古錄》卷39〈跋濟寧李璋所刻《九經》《四書》〉）明成祖敕胡廣纂修《四書大全》、《性理大全》，主攻朱子之學。《明史》卷70〈選舉志．二〉載：明初“頒科舉定式，初場試《四書》義三道，經義四道。《四書》主朱子《集注》，《易》主程《傳》、朱子《本義》，《書》主蔡氏《傳》及古注疏，《詩》主朱子《集傳》……”。朱彝尊《經義考》稱四書如“日星麗天，萬象昭著”。陳確〈與黃太沖書〉云：“惟是世儒習氣，敢於誣孔、孟，必不敢倍程、朱”。

## 延伸阅读
[在维基数据编辑]
 《欽定古今圖書集成·理學彙編·經籍典·四書部》，出自陈梦雷《古今圖書集成》

## 外部連結
- “四書五經”漫談[永久]
- 傅佩榮：《《四書》心得》.
- 黃俊傑：〈論經典詮釋與哲學建構之關係：以朱子對《四書》的解釋為中心（页面存档备份，存于）〉.
- 黃俊傑，〈東亞儒學經典詮釋史的四書學（页面存档备份，存于）〉.
- 佐野公治 著，張文朝 譯：〈四書學之成立——朱子的經書學構造（页面存档备份，存于）〉.